# San Pedro de la Cruz
San Pedro de la Cruz är en ort i Mexiko.   Den ligger i kommunen San Luis de la Paz och delstaten Guanajuato, i den centrala delen av landet, 260 km nordväst om huvudstaden Mexico City. San Pedro de la Cruz ligger 2 054 meter över havet och antalet invånare är 226.
Terrängen runt San Pedro de la Cruz är huvudsakligen lite kuperad. San Pedro de la Cruz ligger nere i en dal. Runt San Pedro de la Cruz är det ganska glesbefolkat, med 24 invånare per kvadratkilometer. Närmaste större samhälle är San Luis de la Paz, 12,2 km sydväst om San Pedro de la Cruz. Omgivningarna runt San Pedro de la Cruz är i huvudsak ett öppet busklandskap.